# Kalkofen (Rhein-Lahn-Kreis)
Kalkofen ist ein Ortsteil von Dörnberg im Rhein-Lahn-Kreis in Rheinland-Pfalz. Er liegt unterhalb des Dorfes Dörnberg, direkt an der Lahn und der Bundesstraße 417 am Flusskilometer 105,8 km.
Bekannt ist Kalkofen aus den täglichen, amtlichen Wasserstandsmeldungen des Pegels Kalkofen (Richtpegel), in den entsprechenden Radiodurchsagen. Etwas weiter lahnaufwärts liegt die Schleuse Kalkofen (unterhalb des Eichenauer Bergs) mit dem 1955 durch die Mainkraftwerke (MKW) erbauten Wasserkraftwerk. Selbst bei Normalwasserstand fließen hier pro Stunde gemessene 165.000 Kubikmeter Wasser lahnabwärts.